# Ankylografie
Ankylografie (von altgriechisch ἀγκύλος ankýlos „krumm, gebogen“ und -graphie) ist ein linsenloses Abbildungsverfahren.

## Verfahren
Es ist die bisher einzige Möglichkeit, mit nur einer Messung Daten zu erzeugen, aus denen die räumliche Struktur des abgebildeten Objekts rekonstruiert werden kann. Wissenschaftler des California NanoSystems Institute (CNSI), des Molecular Biology Institute der University of California, Los Angeles, der University of Colorado at Boulder und der University of North Texas beschreiben das Verfahren im Wissenschaftsmagazin Nature.
Das Objekt wird dazu von einem Laser durchleuchtet, der weiche Röntgenstrahlung emittiert. Die Röntgenstrahlen werden dabei gebeugt. Das Beugungsmuster wird fotografisch aufgenommen. Besitzt das zweidimensionale Beugungsmuster eine ausreichende Auflösung, kann daraus die dreidimensionale Struktur des Objektes berechnet werden. Die Ankylografie befindet sich noch im experimentellen Stadium.